# Barentsburg
Barentsburg (ros. Баренцбург) jest drugim pod względem wielkości osiedlem na Svalbardzie. Pod lokalnym zarządem rosyjskim, większość budynków i infrastruktury należy do spółki węglowej Trust Arktikugol. 
Zamieszkuje go ok. 340 osób (2024), głównie Rosjan (w mniejszej części Tadżyków i Ukraińców). Większość mieszkańców pracowała w kopalni węgla rosyjskiej firmy Trust Arktikugol (Арктикуголь). Odległość do Longyearbyen, największego osiedla na Svalbardzie to ok. 60 km, jednak nigdy nie wybudowano drogi łączącej te miejscowości. 
W 2005 rosyjska firma węglowa planowała budowę drogi do Colesbukta, ale nie zgodził się na to Gubernator Svalbardu.

## Galeria

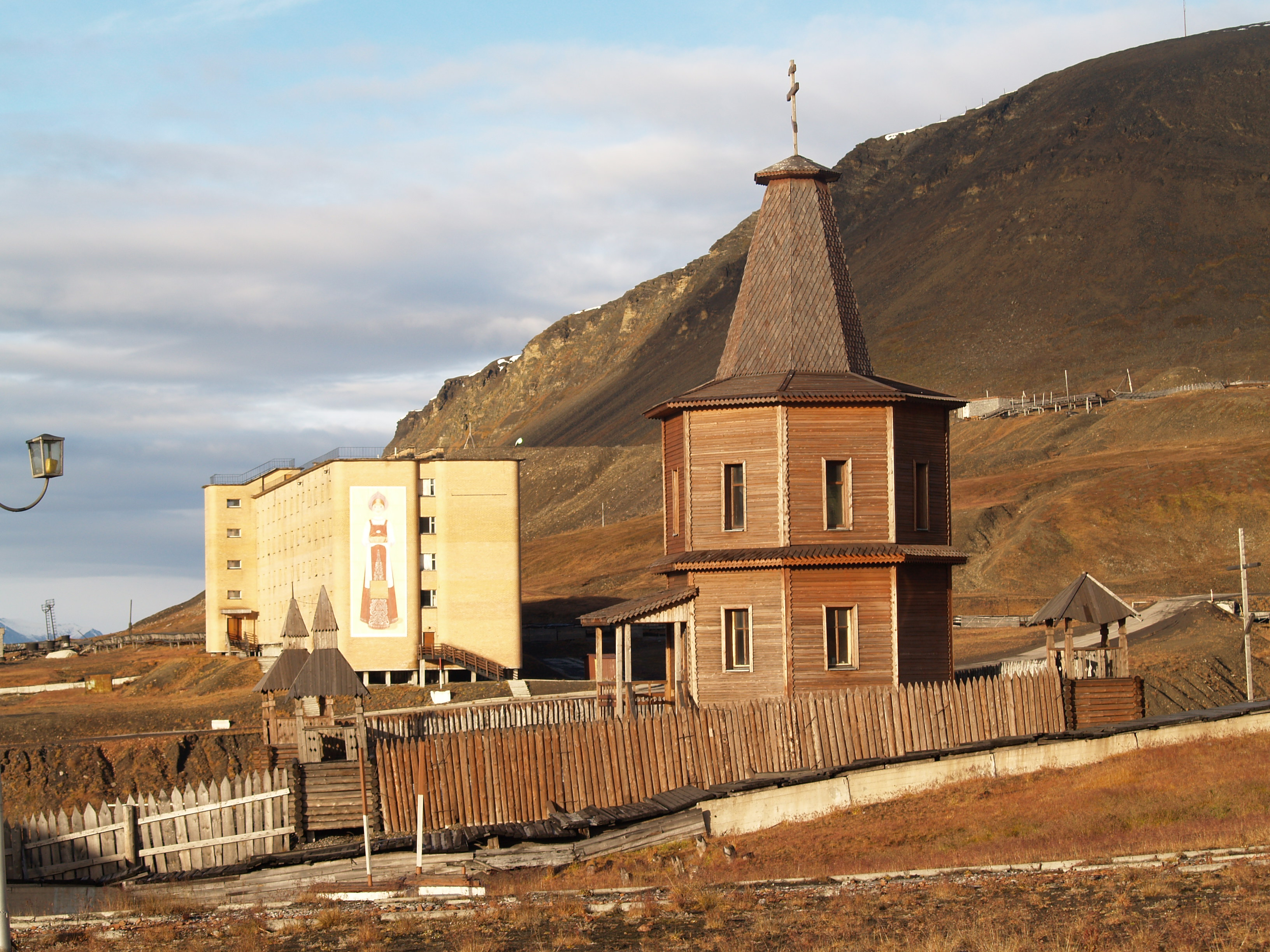
Prawosławna cerkiew
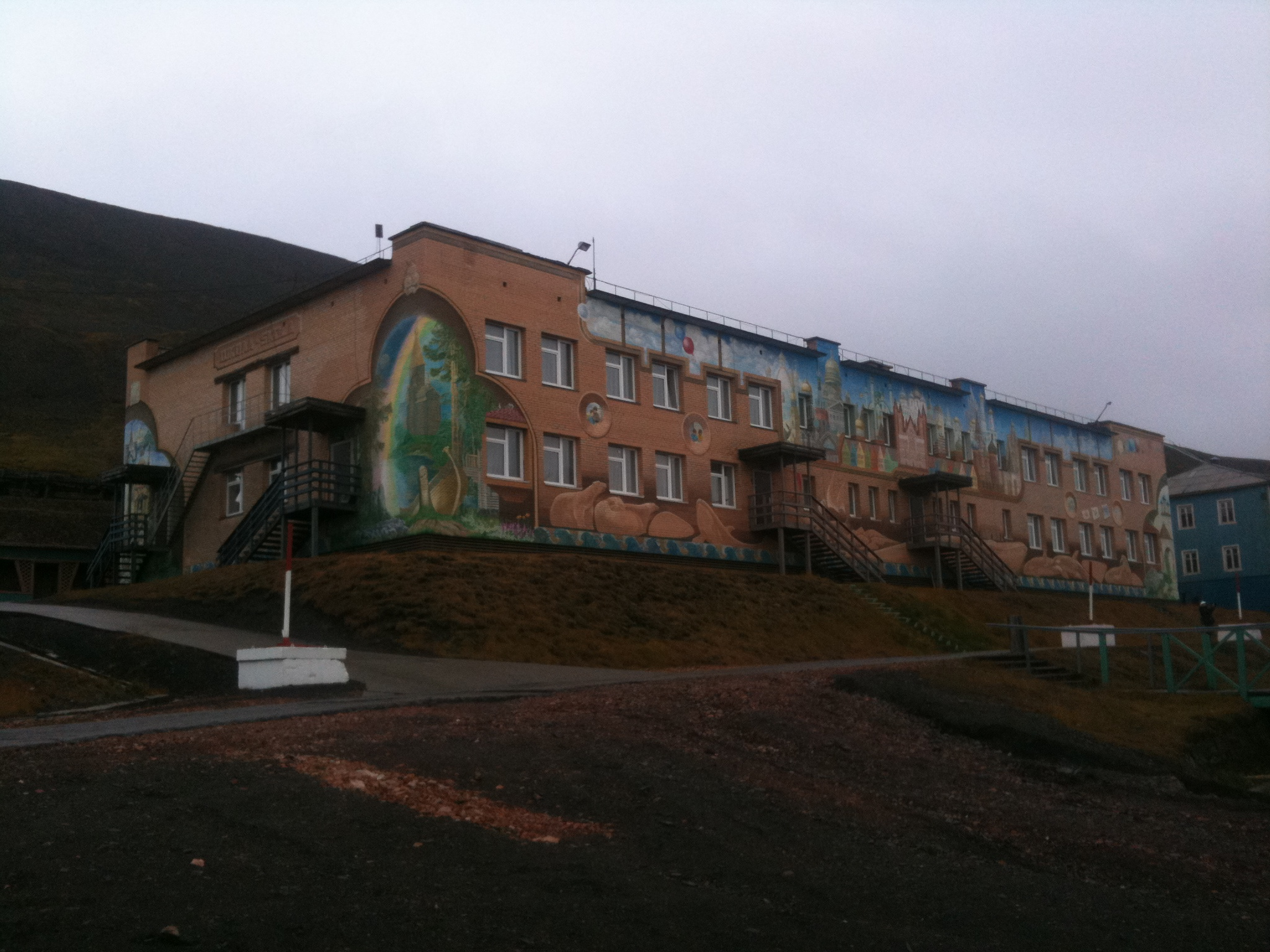
Szkoła
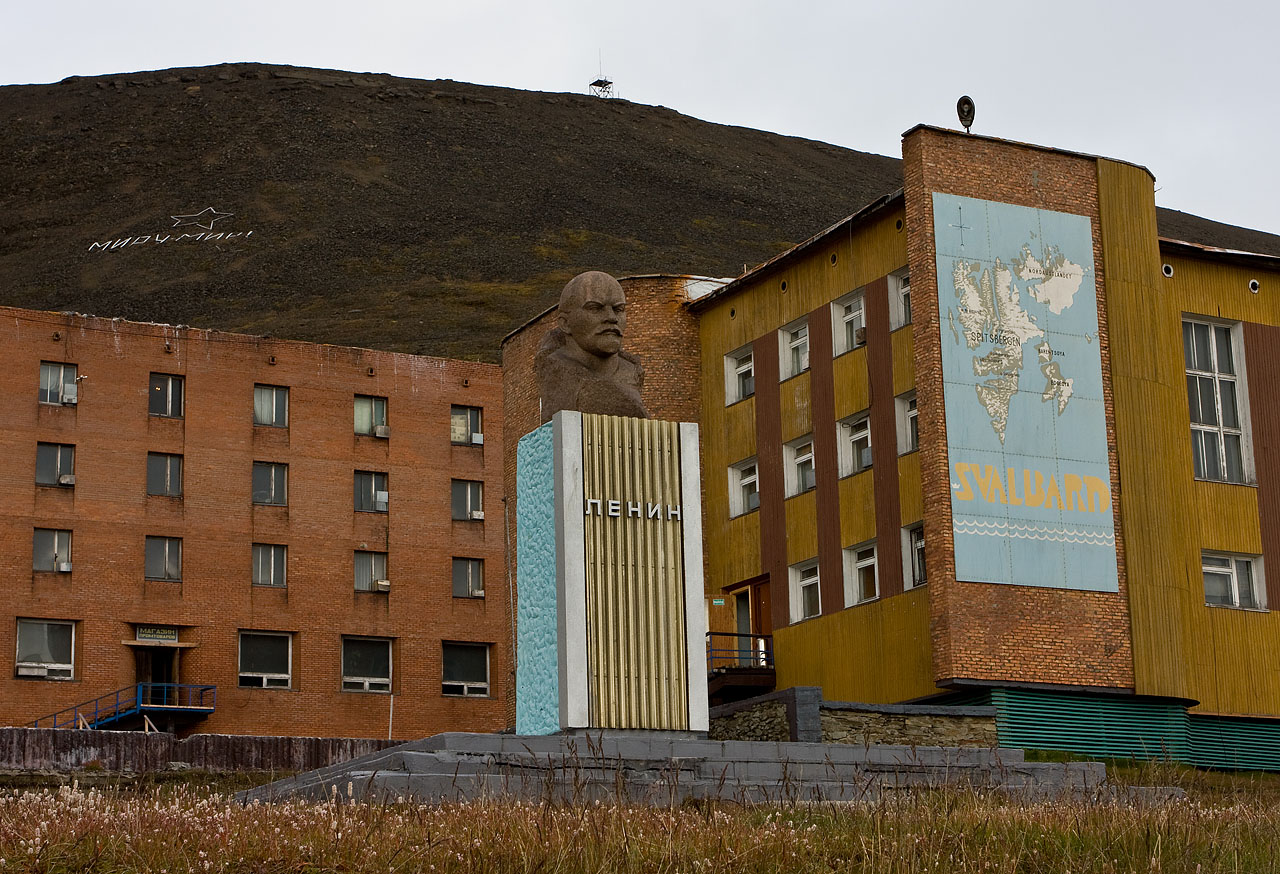
Popiersie Lenina
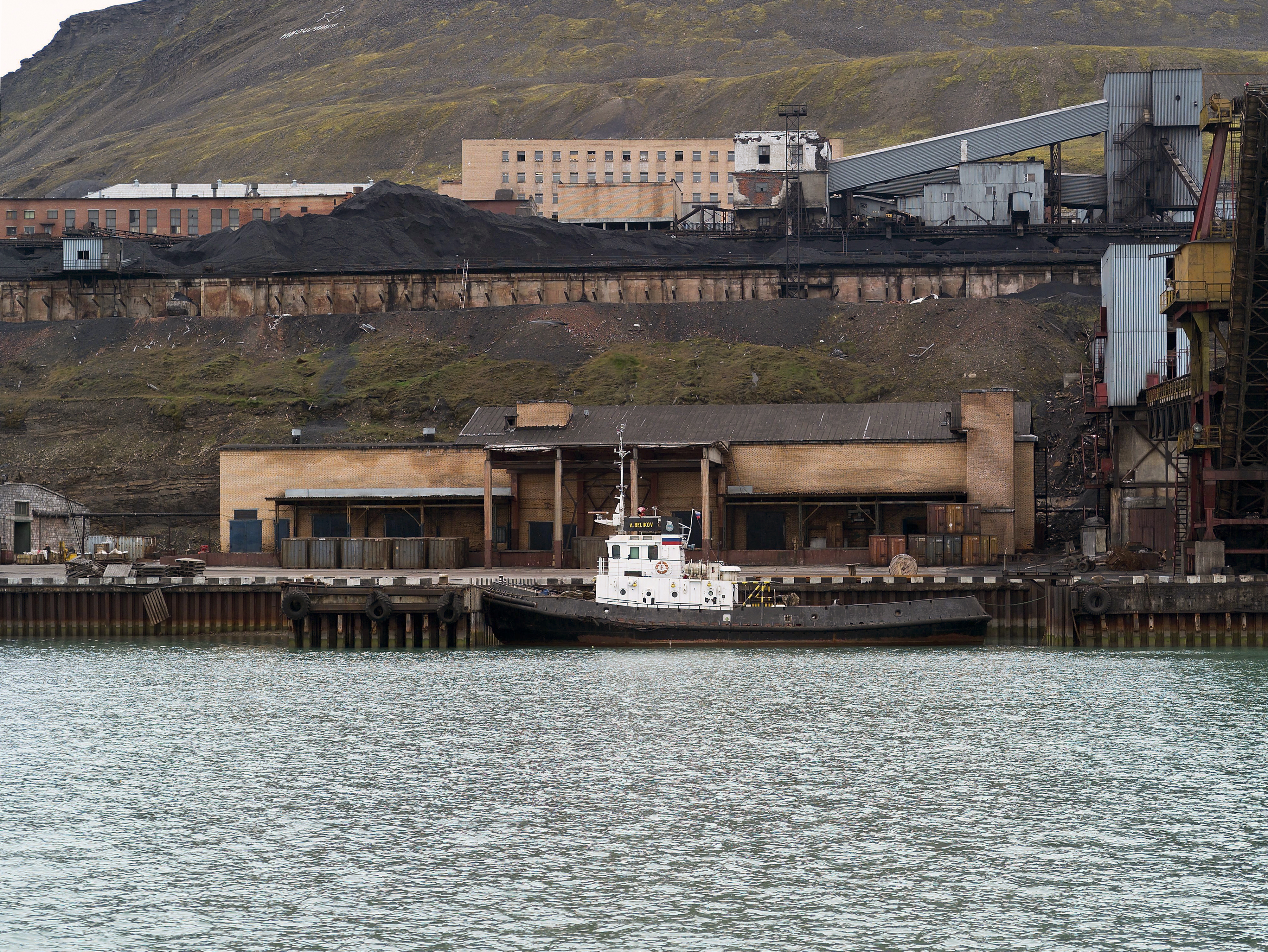
Port
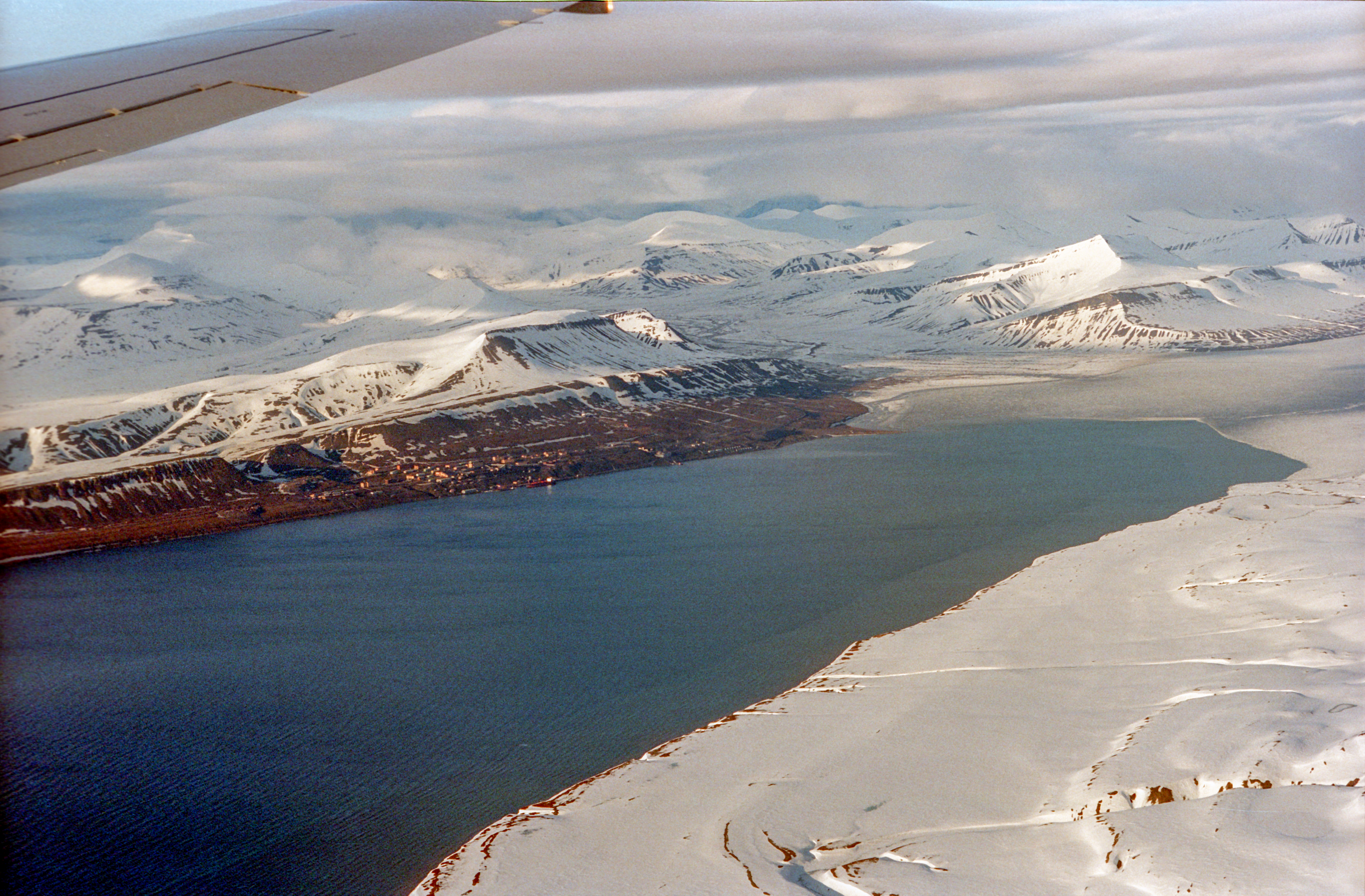
Barentsburg z lotu ptaka
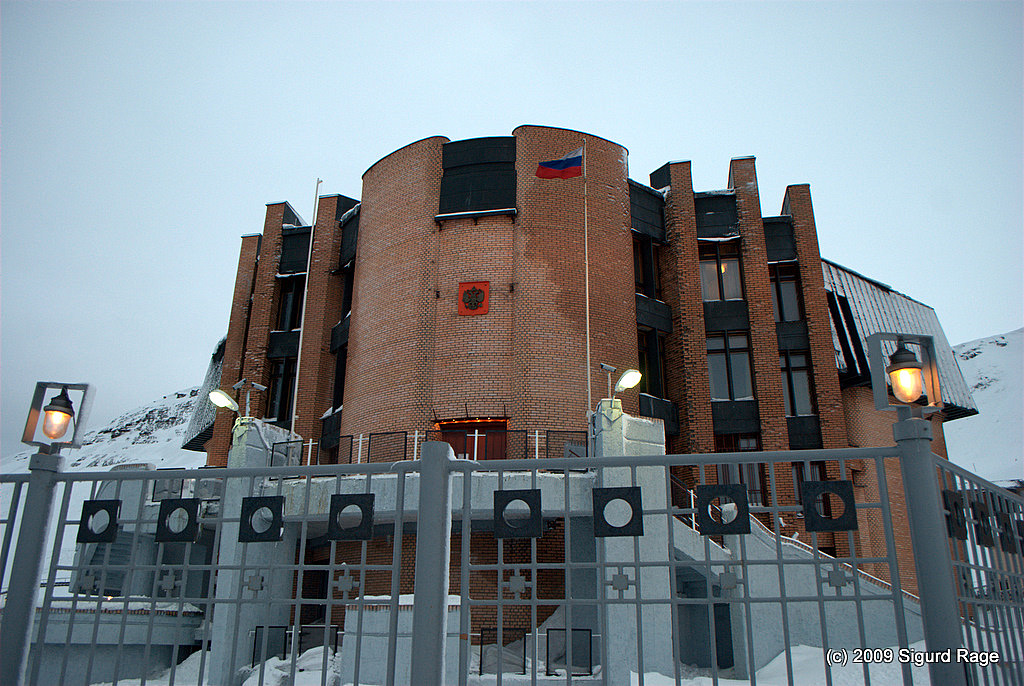
Konsulat Rosji